# Helen Slater
Helen Rachel Slater (Massapequa, 15 dicembre 1963) è un'attrice e cantautrice statunitense.

## Biografia
La madre di Helen Slater, Alice Joan Citrin, era avvocato e attivista nei movimenti pacifisti americani, mentre suo padre, Gerald Schlacter, era un produttore esecutivo cinematografico. I suoi genitori, entrambi di origini ebraiche, divorziarono nel 1974.
Helen Slater si è diplomata in recitazione nel 1982 alla High School of Performing Arts e ha sposato nel 1990 l'editore Robert Watzke, dal quale ha avuto nel 1995 una figlia di nome Hannah Nika.
La sua carriera cinematografica è stata in parte accompagnata dalla falsa convinzione nel pubblico che essa fosse la sorella dell'attore Christian Slater, con il quale non ha invece alcun grado di parentela. L'equivoco è dovuto forse anche al fatto che, nella pellicola La leggenda di Billie Jean, i due attori interpretavano appunto il ruolo di due fratelli.
Il suo ruolo più importante è stato quello di Kara, la protagonista del lungometraggio Supergirl - La ragazza d'acciaio (1984), con Faye Dunaway nel ruolo dell'antagonista. Nel 1987 ha recitato accanto a Michael J. Fox ne Il segreto del mio successo. Ha poi interpretato la madre di Superman, Lara-El, nella serie televisiva Smallville.
Nel 2015 ha interpretato il ruolo di Eliza Danvers, madre adottiva di Kara Zor-El / Supergirl nella serie televisiva Supergirl, al fianco dell'attore Dean Cain (Jeremiah Danvers), già Clark Kent / Superman nella serie Lois & Clark - Le nuove avventure di Superman (1993). Nel 2023 una sua versione in CGI nel personaggio di Kara Zor-El del film Supergirl - La ragazza d'acciaio è apparsa in un cameo in The Flash.

## Filmografia

### Cinema
- Supergirl - La ragazza d'acciaio (Supergirl) (1984)
- The Legend of Billie Jean (1985)
- Per favore, ammazzatemi mia moglie (Ruthless People) (1986)
- Il segreto del mio successo (The Secret of my Success) (1987)
- Sticky Fingers (1988)
- Innamorati pazzi (Happy Together) (1989)
- Scappo dalla città - La vita, l'amore e le vacche (City Slickers) (1991)
- Innocenza tradita (Betrayal of the Dove) (1993)
- La casa sulle colline (A House in the Hills) (1993)
- Lassie, regia di Daniel Petrie (1994)
- Fino alla fine (No Way Back) (1995)
- Heavenzapoppin! (1996)
- Seeing Other People (2004)
- Chantilly Bridge, regia di Linda Yellen (2023)

### Televisione
- Amy and the Angel (1983, ABC Afterschool Special)
- Capital News (1990, ABC pilot and show)
- The Great Air Race (1990, Australian mini-series)
- Mezzanotte e un minuto (1993, Fox)
- Chantilly Lace (1993, Showtime)
- The Steal (1994, British)
- Parallel Lives (1994, Showtime)
- No Way Back (1996, Home Box Office)
- The Long Way Home, regia di Mark Jonathan Harris (1997)
- Toothless (1997, ABC)
- Best Friends for Life (1998)
- National Lampoon's Vacation (2000)
- Will & Grace – serie TV, episodio  4x10 (2001)
- Jane Doe: The Harder They Fall (2006, Hallmark)
- The Lying Game – serie TV (2011-2013)
- Una madre non proprio... perfetta (The Good Mother), regia di Richard Gabai – film TV (2013)

### Video
- The Greatest Adventure: Stories from the Bible (1992, voice)
- Betrayal of the Dove (1992)
- Nowhere In Sight (2001)

### Apparizioni minori
- The Improv (1988, A&E, guest host)
- The Hidden Room (1991, Lifetime Cable Network)
- Dream On (1992)
- Seinfeld - serie TV, episodio 3x20 (1992)
- Batman (1992-1994)
- Caroline in the City (1997)
- Michael Hayes (1997-1998)
- Will & Grace (1999)
- Boston Public (2003)
- Law & Order - Unità vittime speciali – serie TV (2005)
- Grey's Anatomy – serie TV, episodio 2x12 (2006)
- La complicata vita di Christine (2006)
- Crossing Jordan (2007)
- Smallville (2007) Lara, Blue
- Supernatural (2009) Family Remains
- Eleventh Hour (2009) Medea
- Greek - La confraternita (2009) Guilty Treasures
- Supergirl (2015-2021)
- The Flash, regia di Andy Muschietti (2023)

## Doppiatrici italiane
Nelle versioni in italiano delle opere in cui ha recitato, Helen Slater è stata doppiata da:
- Alessandra Korompay in Supergirl - La ragazza d'acciaio, Jane Doe
- Roberta Pellini in Smallville, Supernatural
- Antonella Rinaldi in Per favore, ammazzatemi mia moglie
- Emanuela Rossi in Il segreto del mio successo
- Paola Valentini in Una borsa piena di guai
- Ilaria Stagni in Innamorati pazzi
- Isabella Pasanisi in Mezzanotte e un minuto
- Barbara Berengo Gardin in La casa sulle colline
- Claudia Razzi in Fino alla fine
- Monica Gravina in Law & Order: unità speciale
- Antonella Baldini in Private Practice
- Daniela Calò in The Lying Game
- Daniela Abbruzzese in Mad Men
- Alessandra Cassioli in Supergirl

Come doppiatrice è sostituita da:
- Marcella Silvestri in Batman (1ª voce)
- Dania Cericola in Batman (2ª voce)

## Discografia
- 2003 – One of These Days
- 2005 – Crossword